# Couleurs d'automne (chanson)
Pour les articles homonymes, voir Couleurs d'automne.
Pistes de De vous à elle en passant par moi
Évelyne et moi
(7) L'enfant aux yeux d'italie
(9)
Couleurs d'automne est une chanson écrite, composée et interprétée par Daniel Balavoine.

## Contexte
Couleurs d'automne est une chanson écrite en 1974 pour l'album Chrysalide de Patrick Juvet dont Balavoine est le choriste. Patrick Juvet laisse le jeune chanteur interpréter le titre sur l'album. Sur Chrysalide, le titre dure 5 minutes 14 dont une introduction de 40 secondes.
Balavoine reprend le titre, amputé de l'introduction pour son premier album De vous à elle en passant par moi.
La chanson parle de sa première épouse Dominique Schroo.